# Гроттерія
Гроттерія, Ґроттерія (італ. Grotteria, сиц. Grutteria) — муніципалітет в Італії, у регіоні Калабрія,  метрополійне місто Реджо-Калабрія‎.
Гроттерія розташована на відстані близько 510 км на південний схід від Рима, 70 км на південний захід від Катандзаро, 60 км на північний схід від Реджо-Калабрії.
Населення — 3163 особи (2014).

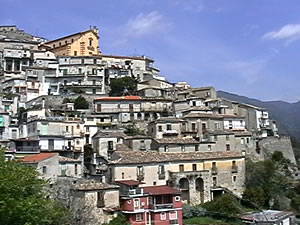

Щорічний фестиваль відбувається 2° неділі вересня. Покровитель — SS Crocifisso.

## Демографія
Населення за роками:

Станом на 1 січня 2023 року в муніципалітеті офіційно проживали 44 іноземці з 12 країн, серед них 28 громадян країн Євросоюзу та 3 громадяни України.

## Сусідні муніципалітети
- Фабриція
- Галатро
- Джоїоза-Йоніка
- Маммола
- Марина-ді-Джоїоза-Йоніка
- Мартоне
- Сан-Джованні-ді-Джераче
- Сідерно